# The Blood of Dawnwalker
The Blood of Dawnwalker — будущая компьютерная игра в жанре ролевого экшна в сеттинге тёмного фэнтези. Разработкой занимается польская студия Rebel Wolves, состоящая из многих ключевых разработчиков игр «Ведьмак 3» и Cyberpunk 2077. Издателем выступит Bandai Namco Entertainment. Основное место действия — вымышленное средневековое государство в Карпатии, захваченное вампирами. Игрок управляет Коэном, днём он человек, а ночью — вампир. Игра выйдет на ПК, PlayStation 5 и Xbox Series X/S.

## Сюжет
Основное действие происходит в Сангорской долине — вымышленном королевстве XIV века в Карпатских горах. Согласно предыстории, королевство было опустошено войной, потом эпидемией чумы. В итоге местные феодалы были свергнуты вампирской кликой. Главный злодей истории Бренсис — древний и безжалостный вампир, бывший сенатор римской империи и установивший деспотичную власть над Сангорой. Вампиры изолировали Сангору политически и экономически от остальных государств и начали навязывать новую религию, где люди должны поклоняться вампирам, как богам. В обмен на исцеление от болезней, люди должны преподносить свою кровь.
Главный герой — юнец Коэн, должен за 30 дней спасти свою семью. Коэн уникален в своём роде и является так называемым «предрассветным странником» в результате неудачного обращения в вампира. Ещё человеком Коэн полжизни проработал в серебряной шахте и страдает от аргироза. Из-за обилия серебра в теле герой не может завершить обращение. Днём силы вампира отступают и герой становится простым человеком. Игра предлагает серую мораль, у каждого героя и злодея есть свои мотивы, игрок может решать, пойдёт ли игровой персонаж по пути героя или злодея. Коэн может развивать романтические отношения.
Основное действие разворачивается в столице Сангоры — Свартраве. Этот средневековый город — плавильный котёл разных восточноевропейских культур — румынской, болгарской, венгерской, польской, чешской, словакской итд. Свартаве на момент событий уже более 1000 лет и в её лабиринтах и катакомбах можно найти свидетельства римской эпохи. Сангора, ещё недавно будучи культурным центром восточной Европы — оказалась изолирована и пребывает в упадке. Сангора является своего рода плавильным котлом, его население этнически разнообразное. Тут можно встретить славян самых разных национальностей, румынов, венгров, евреев, татар итд.  
Долину Сангоры населяют помимо людей и вампиров другие волшебные существа — кобольды, великаны и разные виды нежити. У всех них своя культура, цели и ценности. 

## Игровой процесс
The Blood of Dawnwalker — однопользовательский ролевой экшн от третьего лица в сеттинге тёмного фэнтези. Игрок исследует мрачный средневековый мир и встречает мифологических существ из балканского фольклора. Герой также сталкивается с моральными дилеммами и становится свидетелем политических интриг.
Коэн является полувампиром: днём он человек, а ночью — вампир. Это влияет на способ сражений. Днём Коэн орудует мечом и применяет тёмную магию. Однако будучи человеком он уязвим и может умереть от простого удара. В дневной цикл герой может исследовать местность, собирать ресурсы, общаться с неигровыми персонажами. Ночью же силы вампира возвращаются, Коэн приобретает сверхчеловеческие силы, быструю регенерацию, может совершать скрытные атаки. Однако ночью на охоту выходят другие вампиры и опасная нечисть. Герой страдает от жажды и должен периодически питаться кровью, в противном случае он потеряет рассудок и может убить в том числе сюжетно важного персонажа.
Игрок ограничен временем, поэтому он не сможет завершить все побочные квесты. Время в игре не привязано к таймеру, а является ограниченным ресурсом, которое расходуется вместе с выполнением квестов. Игроку также придётся делать выбор, какие миссии выполнять, а какие — пропускать, что окажет на исход развития сюжета и шанс победить злодея. Изучение игрового мира не будет влиять на течение времени. Игрок через счётчик в интерфейсе сможет видеть, сколько времени у него осталось.

## Разработка
The Blood of Dawnwalker стала первым проектом разработчика-ветерана Конрада Томашкевича, руководившего созданием таких известных игр, как «Ведьмак 3: Дикая Охота» и «Cyberpunk 2077». Конрад проработал в CD Projekt 17 лет и был вынужден покинуть её в мае 2021 года после обвинений в издевательствах над работниками. Хотя по итогам внутреннего расследования обвинения не были подтверждены, Томашкевич признал вину и принёс извенения. Он покинул студию и решил самостоятельно разрабатывать игры. В феврале 2022 года стало известно, что Томашкевич основал студию Rebel Wolves для разработки дебютной игры. В команду также вошло много ключевых разработчиков игр серии «Ведьмак» и Cyberpunk 2077 — брат Томашкевича, креативный директор Матеуш, главный дизайнер Даниэль Садовски, главный сценарист Якуб Шамалек и арт-директор Бартломей Гавел. Если в начале над проектом работало 20 человек, то к 2024 году — 90, а в январе 2025 — 120.
Отвечая на вопрос об основании студии и разработке игры, Томашкевич заметил, что хотел переосмыслить правила RPG-игры, воплотить «сумасшедшие» идеи, что было бы невозможно в крупной компании с крупной командой, со слов Томашкевича неготовых экспериментировать с новыми и рискованными идеями. Также Томашкевич заметил, что в небольшой команде легче «почувствовать творческий огонь» и «создать что-то особенное».
Геймдиректор также признался, что извлёк тяжёлый урок из разработки Cyberpunk 2077, упоминая, что команда разработчиков была на столько огромной, что стала разрозненной и плохо организованной, также игра была слишком рано анонсирована. Итогом чего стали организационный хаос, постоянные срывы дедлайнов, принуждение разработчиков к сверхурочным работам и обилие внутриигровых ошибок при выпуске. Геймдиректор решил, что хочет работать в небольшой команде, чтобы наладить обратную и доверительную связь с каждым членом команды и избежать ситуаций, которые привели к тому, что геймдиректора обвинили в издевательствах. Томашкевич также решил работать с движком Unreal Engine, упоминая, что REDengine — собственный движок в CD Projekt стал одним из главных препятствий в разработке Cyberpunk.
Музыку к игре пишут Миколай Строински, Пётр Мусял и Марцин Пшибилович, работавшие над саундтреком к «Ведьмаку 3». Музыку записывают с участием оркестра и народных инструментов восточной Европы.

### Игровой дизайн и сюжет
Игра разрабатывается на движке Unreal Engine 5. По количеству игрового контента она будет примерно соответствовать дополнению к «Ведьмаку 3» — «Кровь и вино», но с большим количеством квестов. На прохождение игры потребуется в среднем 30 — 40 часов. Разработчики объявили, что в случае успеха задумывают The Blood of Dawnwalker первой частью игровой серии. Создатели назвали свою игру 100% однопользовательской, исключающей любые микротранзакции, игровые события, сервис-элементы или NFT.
The Blood of Dawnwalker предлагает открытый мир, но ограниченный одним крупным регионом, так как ограниченное по времени прохождение не подразумевает дальние путешествия. По размеру игровых локаций игра будет примерно соответствовать God of War или Star Wars Jedi: Fallen Order. В игре основной акцент делается на развитии сюжета. В этом плане создатели вдохновлялись игрой Gothic. Если в классической RPG акцент делается на основном, сюжетном квесте и малых побочных для изучения мира, то в The Blood of Dawnwalker игрок должен прежде всего найти способ решить главную проблему — спасти семью героя. Грань между главными и побочными квестами размыта. Все миссии завязаны вокруг одной основной цели и игрок может сам выбирать, каким образом он сможет завершить историю. Томашкевич упоминал, что Fallout 2 возможно пройти за несколько минут, зная куда пойти и что сделать, таким же образом реализована и The Blood of Dawnwalker.
Игрок может сосредоточиться на прокачке навыков и в одиночку атаковать замок вампиров, может искать союзников или может найти необычные способы решения проблемы. Разработчики хотели предоставить множество способов пройти сюжетную линию, где даже кажущиеся с первого взгляда незначительные действия и наоборот бездействия могут оказать глобальное влияние на исход истории. Это отличается от историй в классических в RPG-играх, являющихся в целом линейными и пошаговыми. Томашкевич заметил, что игрок создаёт собственную сюжетную линию и упоминал, что после релиза некоторые необычные сюжетные исходы ещё долго будут оставаться незамеченными. 
Разработчики назвали такой стиль прохождения иммерсионной песочницей, позволяя снова и снова проходить сюжетную линию разными способами. Игровой мир вдохновлён средневековыми Карпатами, румынской, балканской и чешской мифологией.
Главный герой — это образ молодого и неопытного человека. Как выразился Томашкевич, он только учиться жизни, идёт на поводу у чувств и находится в самом вначале своего пути в противовес Геральту из «Ведьмака», который является опытным и циничным воином, склонным к философским размышлениям. Упоминая дуалистическую природу Коэна, как человека днём и вампира ночью, Томашкевич сравнивал его с культовым персонажем доктором Джекилом и мистером Хайдом, заметив, что этот архетип слабо представлен в компьютерных играх.

## Анонс
15 декабря 2024 года Bandai Namco Europe совместно с Rebel Wolves анонсировали будущую игру, раскрыв её жанр и короткое описание сюжета и обещав раскрыть больше деталей после 13 января 2025 года. Тогда стало известно, что игра выйдет на ПК, PlayStation 5 и Xbox Series X/S. 14 января был выпущен художественный трейлер игры, который также является прологом к истории.
Демонстрация игрового процесса намечена на лето 2025 года. Выход запланирован в 2026 году для PlayStation 5, Windows и Xbox Series X/S.